# Einar Strøm
Einar Johan Strøm (Haugesund, 17 maart 1885 - Bergen, 26 september 1964) was een Noors turner.
Strøm won tijdens de Olympische Zomerspelen 1912 met de Noorse ploeg  de gouden medaille in de landenwedstrijd vrij systeem.

## Olympische Zomerspelen
| Jaar | Plaats    | Resultaten        |
| ---- | --------- | ----------------- |
| 1912 | Stockholm | team vrij systeem |